# Platytropesa dubia
Platytropesa dubia är en tvåvingeart som först beskrevs av Malloch 1935.  Platytropesa dubia ingår i släktet Platytropesa och familjen spyflugor. Inga underarter finns listade i Catalogue of Life.